# Houssay (Loir-et-Cher)
Houssay è un comune francese di 369 abitanti situato nel dipartimento del Loir-et-Cher nella regione del Centro-Valle della Loira.

## Società

### Evoluzione demografica
Abitanti censiti